# Riki Lindhome
Erika „Riki” Lindhome (ur. 5 marca 1979, Coudersport) – amerykańska aktorka, piosenkarka, artystka kabaretowa. Razem z Kate Micucci współtworzy muzyczno-kabaretowy duet Garfunkel and Oates.

## Wczesne lata
Riki urodziła się w Coudersport w Pensylwanii. Młodość spędziła w Portville w stanie Nowy York. Studiowała na Uniwersytecie Syracuse, gdzie należała do kabaretu Syracuse Live. Po zakończeniu studiów w 2000 zdecydowała się na zawodową karierę aktorską. Pierwszy raz na ekranie pojawiła się w epizodycznych rolach w serialach Tragikomiczne wypadki z życia Titusa oraz Buffy: Postrach wampirów.

## Kariera
W 2003 roku rozpoczęła pracę w teatrze Actor's Gang, występując w sztuce Embedded. W 2004 wystąpiła w nagrodzonym Oscarami filmie Za wszelką cenę (film 2004). W 2005 roku występowała w Kochanych kłopotach. Rok później wystąpiła w krótkometrażowym filmie Life is Short swojego własnego autorstwa oraz w horrorze Puls (film 2006). W 2007 roku pojawiła się w kilku reklamach, między innymi McDonald’s czy Domino’s Pizza. W tym samym roku zaczęła występować z Kate Micucci jako Garfunkel and Oates. W kolejnych latach wystąpiła między innymi w epizodycznej roli w Oszukanej, w remake'u horroru Ostatni dom po lewej i w pojedynczych odcinkach seriali komediowych takich jak Teoria wielkiego podrywu, Gdzie pachną stokrotki czy serialu kryminalnym Zabójcze umysły. W 2012 można ją było oglądać w opartej na sztuce Wiliama Shakespeare’a komedii Jossa Whedona Wiele hałasu o nic.
W 2011 roku wydała swój pierwszy solowy minialbum pod tytułem Yell At Me From Your Car EP.

## Dyskografia
- Music Songs EP (jako Garfunkel and Oates, 2009)
  - 1. Pregnant Women are Smug
  - 2. I Would Never (Have Sex with You)
  - 3. Me, You and Steve
  - 4. Fuck You
  - 5. Only You
  - 6. One Night Stand
  - 7. Silver Lining
  - 8. As You Are
- All Over Your Face (jako Garfunkel and Oates, 2010)
  - 1. You, Me and Steve
  - 2. Weed Card
  - 3. Pregnant Women are Smug
  - 4. Gay Boyfriend
  - 5. Fuck You
  - 6. Sex With Ducks
  - 7. This Party Took a Turn for the Douche
  - 8. Running With Chicken
  - 9. One Night Stand
  - 10. Places to Rest
- Yell At Me From Your Car EP (2011)
  - 1. Beige Curtains
  - 2. Accidental Sluts
  - 3. Self Esteem
  - 4. Pretty in Buffalo
  - 5. Just Because You're Not

## Wybrana filmografia

### Filmy
- 2013: Hell Baby jako Marjorie
- 2012:
  - Fun size jako Denise
  - Wiele hałasu o nic jako Conrade
- 2011: A Good Funeral jako Polly
- 2009:
  - Imaginary Larry jako Betsy oraz scenariusz i reżyseria
  - Say Hello to Stan Taladge jako Polly
  - Błękitny deszcz jako Nicole
  - Ostatni dom po lewej
- 2008:
  - Dziewczyna mojego kumpla jako Hilary
  - Oszukana jako pielęgniarka
  - Wednesday Again jako Carli
- 2007: Girltrash! jako Lou Anne Dubois
- 2006:
  - Life is Short jako Lilly oraz scenariusz, reżyseria i produkcja
  - Puls (film 2006) jako Janelle
- 2004: Za wszelką cenę (film 2004) jako Mardell Fitzgerald